# Bidenkapia spitzbergensis
Bidenkapia spitzbergensis is een mosdiertjessoort uit de familie van de Calloporidae. De wetenschappelijke naam van de soort is, als Membranipora spitzbergensis, voor het eerst geldig gepubliceerd in 1897 door Bidenkap.